# Dallasiellus vanduzeei
Dallasiellus vanduzeei är en insektsart som beskrevs av Richard C. Froeschner 1960. Dallasiellus vanduzeei ingår i släktet Dallasiellus och familjen taggbeningar. Inga underarter finns listade i Catalogue of Life.